# Còrdas (Tarn)
Còrdas d'Albigés (nom occità; en francés Cordes o Cordes-sur-Ciel des del 1993) és un municipi francès, situat al departament del Tarn i a la regió d'Occitània. L'any 1999 tenia 996 habitants.
És un poble medieval situat sobre un turó amb quatre muralles concèntriques que protegeixen una munió de carrerons estrets i tortuosos que més aviat semblen un laberint.
El primer recinte de principi del segle xiii encara és visible al cim del pujol. L'església de Sant Miquel, amb un campanar molt particular, es començà el 1263 i es fortificà al segle xiv. Les fortificacions han estat modificades nombroses vegades fins al Renaixement.

## Demografia
| 1962                                       | 1968  | 1975 | 1982  | 1990 | 1999 | 2006  |
| ------------------------------------------ | ----- | ---- | ----- | ---- | ---- | ----- |
| 1.098                                      | 1.100 | 967  | 1.011 | 932  | 996  | 1.012 |
| Des de 1962: població sense dobles comptes |       |      |       |      |      |       |

## Administració
| Període   | Identitat          | Partit |
| --------- | ------------------ | ------ |
| 1904-1912 | Louis Irissou      |        |
| 1912-1919 | Jean-Louis Favarel |        |
| 1919-1929 | Paul Ichard        |        |
| 1929-1932 | Ulysse Valat       |        |
| 1932-1944 | Paul Maurel        |        |
| 1944-1954 | Ulysse Valat       |        |
| 1954-1965 | Jean Mauriès       |        |
| 1965-1976 | Èmile Rouanet      |        |
| 1976-1995 | Robert Ramon       |        |
| 1995-     | Paul Quilès        | PS     |

## Còrdas i el catarisme
El poble va ser fundat per Ramon VII de Tolosa el 4 de novembre de 1222, poc després de la mort del seu pare Ramon VI. Era el període de conquesta occitana que va seguir la mort del cap de la croada llançada contra els càtars del Migdia declarats herètics. Còrdas és la primera i la més important de les ciutats fortificades, és a dir, de les ciutats noves, creades per recollir les poblacions que la guerra havia privat de teulada i de foc.
La ciutat s'envoltà de dues línies de muralles tancades per poderoses portes fortificades. Còrdas continuarà sent molt de temps la plaça més forta dels albigesos.
Probablement construït per raons estratègiques, Còrdas es fa de pressa un nom important. El rei de França demana que li sigui remesa al títol de propietat el 1229 (tractat de Meaux).
Hi ha escrits que ens indiquen que el catarisme s'hi va fer actiu molt aviat i segons una disposició feta a l'inquisidor Pierre Durand el 1245, hi havia un taller de teixidors càtars a Còrdas cap al 1225.
Còrdas va constituir una llar activa del catarisme. La ciutat patirà les envestides de la Inquisició empaitant els càtars i participarà en els moviments de revolta contra els mètodes inquisitorials. La creu del Mercat (de finals del segle xiv) recordaria la massacre de tres inquisidors precipitats en el fons del pou el 1233.

## Llegendes i misteris
- El pou del Mercat (Le puits de la Halle) amb una profunditat excepcional de més de 113 metres i una construcció destacable, que continua interrogant la gent de Còrdas i els especialistes.[3]

- Les façanes de les belles cases gòtiques, adornades d'escultures en alt relleu, semblen transmetre missatges desconeguts. Una interpretació alquímica ha estat aportada a les escultures de la Casa del Gran Genet.

- El manuscrit de les Sorts dels Apòstols (segle xiii), trobat emparedat a la Casa Prunet, és un recull d'oracles en llengua occitana. L'original es conserva a la Biblioteca Nacional i el Museu Charles Portal en té una còpia.

- La imatge del drac turmenta la història mítica de Còrdas: la silueta de la ciutat, els noms dels cursos d'aigua, l'evocació a sant Miquel, i certes escultures de les façanes.